# Lombard Street

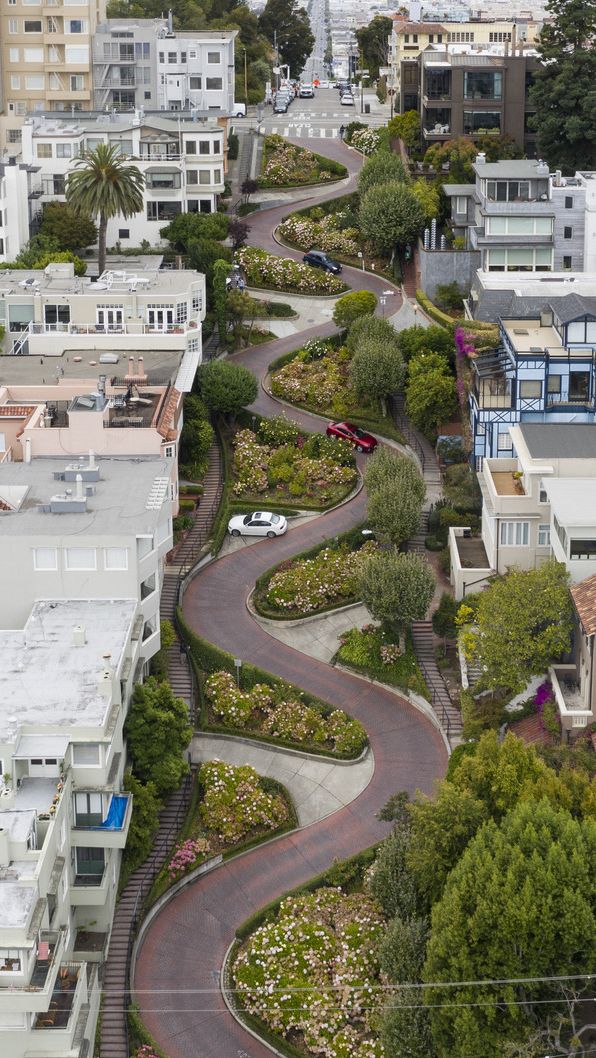
Die Kurven der Lombard Street (August 2020)

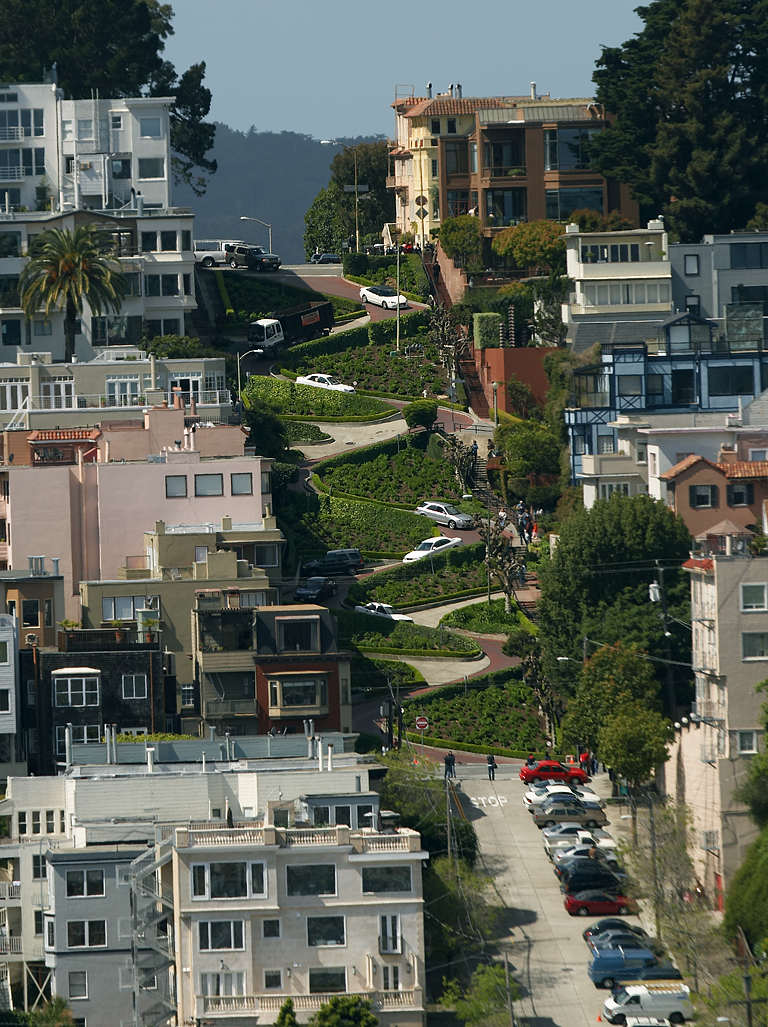
Lombard Street vom Coit Tower gesehen

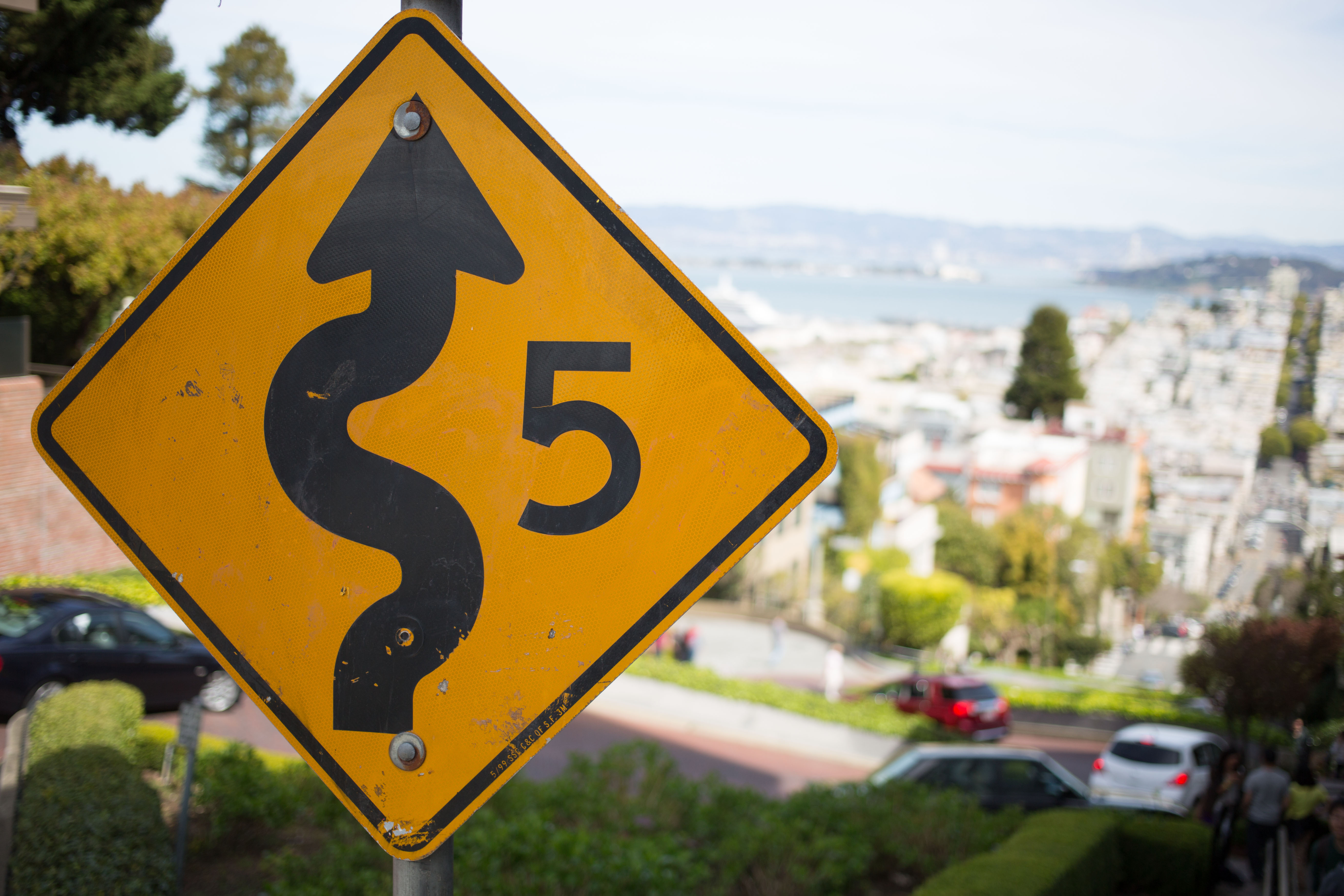
Lombard Street, Speedlimit 5 miles

Die Lombard Street ist eine in Ost-West-Richtung verlaufende, 4,5 Kilometer lange Straße in San Francisco und verbindet Presidio und den Telegraph Hill.

## Geschichte

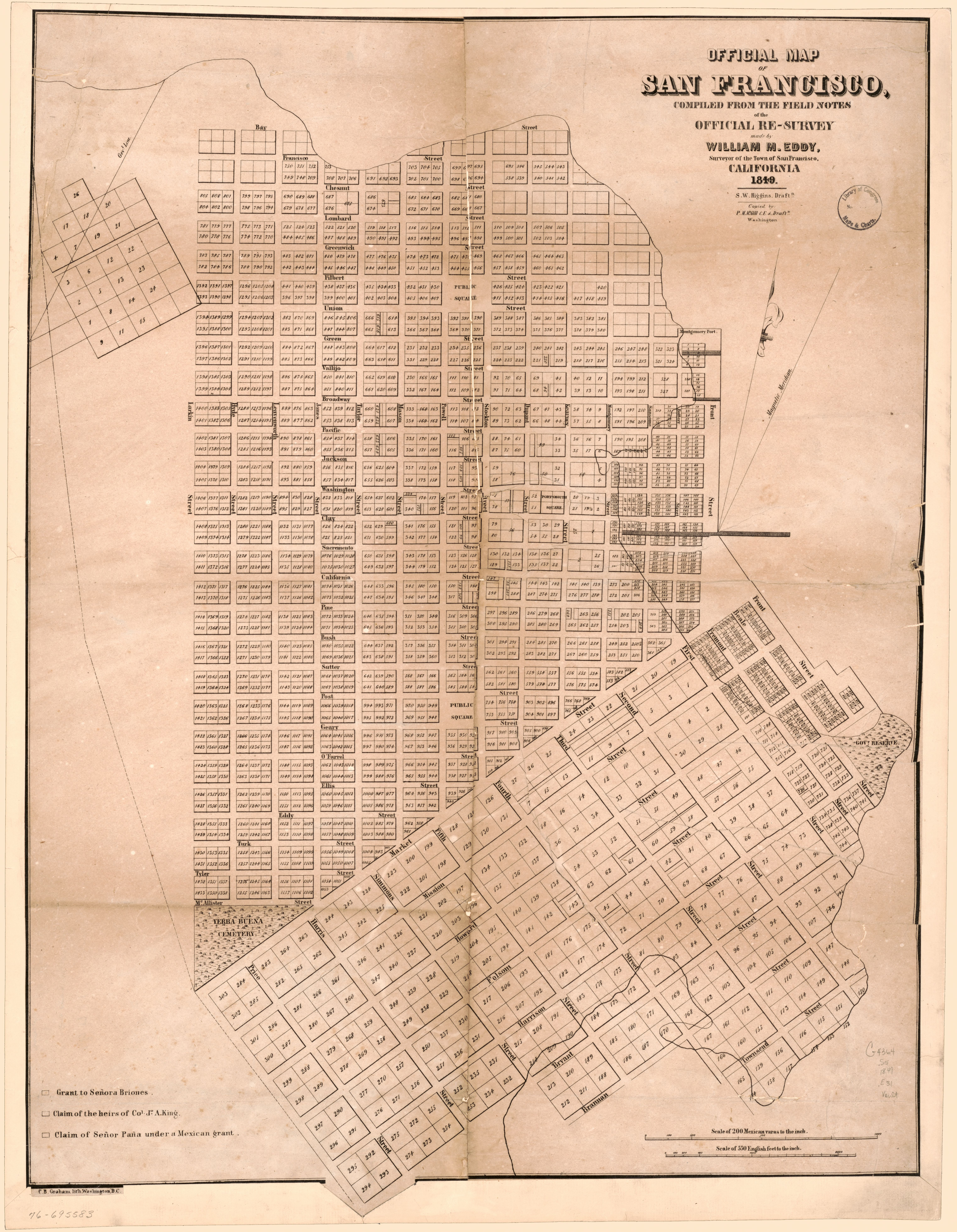
Stadtplan San Francisco von William M. Eddy (1849)

Die Lombard Street wurde von Jasper O’Farrell nach der gleichnamigen Straße in Philadelphia benannt und war bereits im Dezember 1849 in der von William Mathewson Eddy stammenden Karte verzeichnet. Sie erhielt im Jahre 1860 ihre erste touristische Attraktion, als David Dobson ein Observatorium an der Ecke Lombard/Hyde Street eröffnete. Durch das Erdbeben von San Francisco 1906 wurden die meisten alten Wohnhäuser zerstört, so auch die 1852 im Stil der Plantagen der Südstaaten erbaute Villa. In den 1920er Jahren gehörte einem Versicherungsmakler namens Carl Henry (1876–1933) der halbe Häuserblock zwischen Hyde und Leavenworth Street. 1920 zog das Ehepaar Marcus in Haus Nr. 1040, wo es kletterfähige Ziegen hielt.
Im Jahre 1922 wurden die Einwohner der Straße in das Rathaus eingeladen, wo ihnen der Stadtingenieur Clyde Healy seine Baupläne für einen Teil der Straße vorstellte. Seine Pläne sahen vor, das ursprüngliche Gefälle von 27 % durch einen schlangenförmigen Verlauf in Serpentinenform auf 18,18 % zu entschärfen. Betroffen war der Häuserblock zwischen den Straßenkreuzungen mit der Hyde Street und der Leavenworth Street. Die Versammlung vereinbarte, dass der Neubau der Straße von der Stadt finanziert werde, die Bürger sollten die Finanzierung der Bürgersteige und der Pflege übernehmen. Noch im selben Jahr wurde die Straße mit acht Kurven neu gebaut, 19.000 rote Ziegelsteine gab es als Straßenpflaster. Nach ihrem Vorbild erhielt auch die Vermont Street auf dem Potrero Hill im Jahre 1928 Kurven. Die Lombard Street wurde 1939 zur Einbahnstraße umgewidmet. Der Bewohner Peter Bercut pflanzte vor 1961 entlang beider Straßenseiten die berühmten Hortensien. Die Straße war unter anderem die Location für den Kinofilm Ein toller Käfer (Premiere im September 1969 in Deutschland), in dem Herbie die Straße sehr rasant hinunterfuhr, ohne dass er durch andere Autos aufgehalten wurde. Auch Is’ was, Doc?, der im September 1972 in Deutschland Premiere hatte, nutzte die kurvenreiche Strecke.

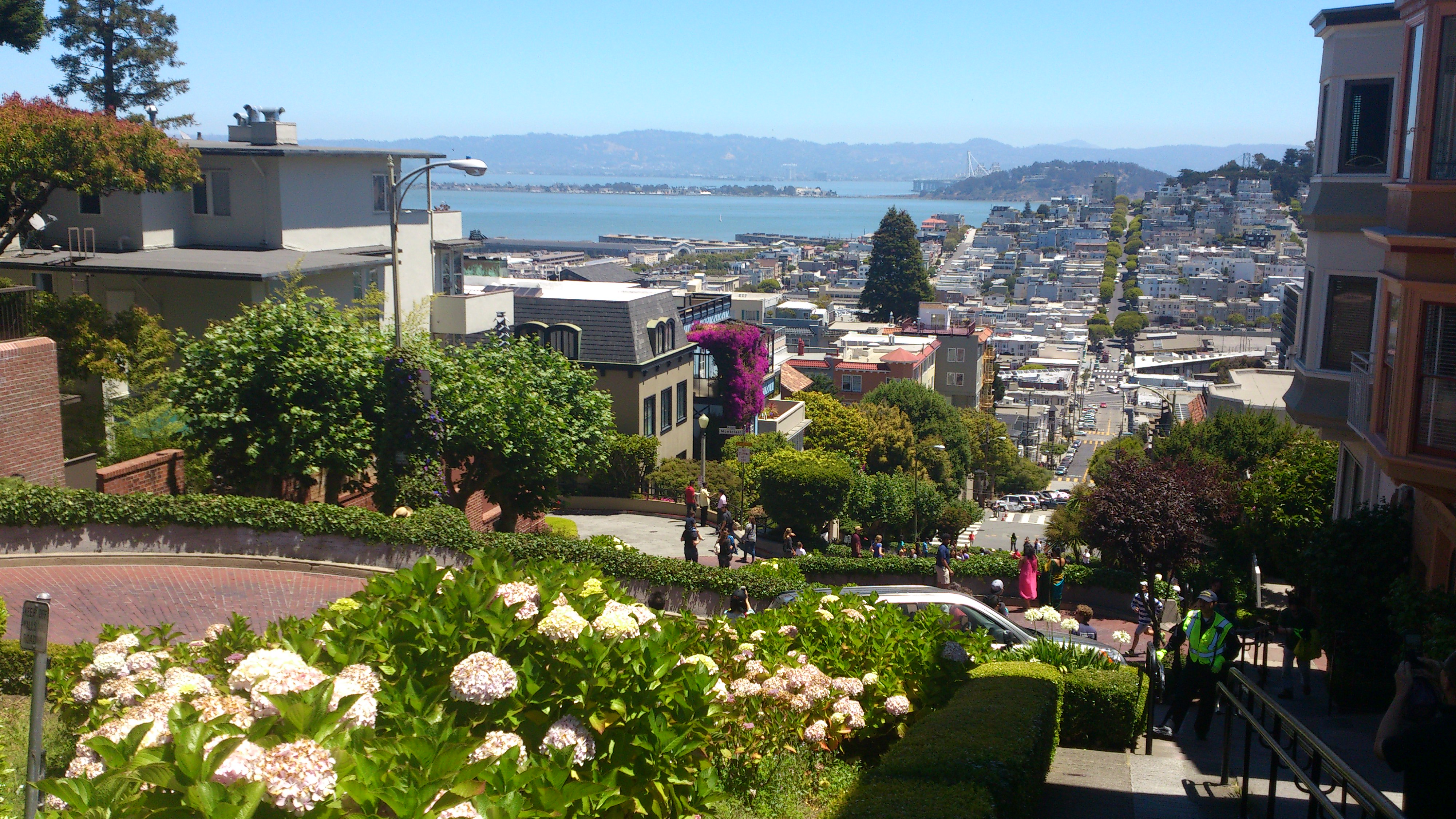
Die Lombard Street von oben mit Sicht auf die Stadt

## Verlauf
Auf nur 145 Metern schlängeln sich im Straßenabschnitt zwischen Hyde und Leavenworth Street acht enge Kurven den Russian Hill hinunter, weshalb die Straße in San Francisco gern als „kurvenreichste der Welt“ (englisch crookedest street of the world) bezeichnet wird. Innerhalb der 145 Meter werden 33 Höhenmeter überwunden. Die Einbahnstraße führt bergab, als Höchstgeschwindigkeit sind 5 Meilen/h (8 km/h) zugelassen. An beiden Seiten gibt es „Bürgersteige“ in Form von Treppen. Der kurvenreiche Abschnitt ist Teil der gesamten Lombard Street, die entlang von 12 Häuserblocks auch als U.S. Highway 101 fungiert. Sie ist Zubringer zur Golden Gate Bridge und eine der wichtigsten Verkehrsstraßen der Stadt.
Heute befahren über 2 Millionen Autos den Straßenabschnitt, mehr als 350 pro Stunde. Ein Vorhaben von 2019, eine Eintrittsgebühr von 5 US$ (am Wochenende: 10 US$) zu verlangen, wurde durch ein Veto von Gouverneur Gavin Newsom – zwischen 2003 und 2011 Bürgermeister von San Francisco – nicht umgesetzt.

## Rekord
Die Lombard Street ist allerdings nicht die kurvenreichste Straße. Die Vermont Street im Stadtteil Potrero Hill hat auf einer Distanz von nur 85 Metern sieben Kurven. Die steilste Straße von San Francisco ist allerdings die nur zwei Blocks von der Lombard Street entfernte Filbert Street. Trotz ihres Gefälles von 31,5 % wurde sie nicht entschärft, dafür müssen PKW hier quer parken. Auch sie war Location unter anderem für das spektakuläre Verfolgungsrennen in Bullitt.

## Pop-Kultur
Die Straße und die Schwierigkeit, sie zu befahren, wurden sowohl im Bill-Cosby-Sketch Driving in San Francisco als auch im Spiel Grand Theft Auto: San Andreas parodiert. In der fiktionalen Stadt San Fierro, basierend auf San Francisco, heißt sie Windy Windy Windy Windy Street.
Auch in Videospielen wie Midtown Madness 2 und The Fast and the Furious gibt es Strecken, in denen der Spieler über die Lombard Street springt. Die Straße ist auch ein spielbarer Schauplatz in Tony Hawk’s Skateboarding. Im Rennspiel The Crew existiert sowohl eine freischaltbare Sehenswürdigkeit als auch ein Achievement für das Befahren der Straße in weniger als 26 Sekunden. Ebenfalls simuliert ist die Lombard Street im „Bus- & Cable Car-Simulator“, der in San Francisco spielt. Dort ist es möglich, die Straße mit einem Bus, einem Auto oder zu Fuß zu passieren.